# Cuestión de principios
Cuestión de principios és una pel·lícula de l'Argentina dirigida per Rodrigo Grande sobre el seu el guió escrit per Roberto Fontanarrosa que es va estrenar en 2009 i va tenir com a principals intèrprets a Federico Luppi, Norma Aleandro, Pablo Echarri i María Carámbula.

## Sinopsi
Adalberto Castilla és un home d'edat avançada, i de molt correctes i antics modals, dels quals viu vanant-se en reunions familiars i en ambient de treball. Al seu torn, és un modest empleat portuari a punt de jubilar-se, i en aquesta empresa, un canvi de personal porta com a nou cap a Silva, un jove de carrera brillant i experiència en l'exterior. Això molesta a Castilla, qui creu que tot aquell que arriba jove a llocs de jerarquia és corrupte i no dorm tranquil, cosa que ell sí que fa.
Silva no presta molta atenció a Castella en l'inici de la seva gestió, però una visita fortuïta de Castilla al despatx de Silva, serveix per a descobrir que aquest últim posseeix una col·lecció de la Revista Tertulias. Castilla pregunta a Silva sobre aquesta col·lecció, sorprès perquè és una revista molt vella, de la qual ell posseeix un exemplar que atresora, pel fet que conté una foto en la qual apareix el seu pare. Silva li respon que les col·lecciona, com anteriorment havia col·leccionat altres coses, com llaunes de gasosa, i que amb aquesta col·lecció no va tenir sort, atès que li falta un sol exemplar, que va buscar arreu del món, sense èxit. Castella li comenta sobre l'únic número que ell guarda amb motiu de la foto publicada, i Silva li demana si us plau que verifiqui el número de la revista, anotant-li en un paper el número 48, que és el que li falta per a completar la col·lecció. Una vegada a la seva casa, Castella descobreix que el número que ell té és efectivament el 48.
Silva està armant la seva primera reunió de directori, nerviós per la impressió que causarà als altres directors. Situa als altres membres en la taula a conveniència seva i fingeix ser trucat per telèfon per a evadir de preguntes incòmodes. Una vegada que la reunió arriba a la seva fi i Silva sent que n'ha sortir airós, arriba Castilla amb una carpeta per a lliurar-la-hi. Abans que Castilla surti de la reunió, Silva l'interroga sobre si va comprovar el número de la revista que estava en el seu poder. Castilla llavors respon que efectivament és el número 48, la que a Silva li falta. Silva s'alegra molt, atès que la va buscar arreu del món i li diu a Castella que més tard parlaran en privat sobre el tema, avançant-li que desitja comprar-l'hi, però li respon davant de tots els presents en la reunió que ell no estava disposat a vendre-la, que per a ell el valor afectiu d'aquesta revista era enorme, i que no tot en aquesta vida podia comprar-se amb diners. Això molesta molt a Silva, qui es veu desautoritzat i sermonejat per un empleat davant de tota la cúpula.
Les temptadores ofertes del seu obsessiu cap provocaran un conflicte entre Castilla i la seva família.

## Repartiment
- Federico Luppi
- Norma Aleandro
- Pablo Echarri
- María Carámbula
- Pepe Novoa
- Oscar Núñez
- Mónica Antonópulos
- Mabel Pessen

## Premis
Festival de Cinema Iberoamericà de Huelva (2009)Premi a la Millor Pel·lícula i Premi de la UPN Award.
Festival de Cinema Llatí de Sant Diego 2010Premi a la Millor Pel·lícula Narrativa.
Festival de Cinema Llatí de Chicago, 2010Segon Premi del Públic
Festival de Cinema Llatí de Los Angeles, 2010Premi al Millor Guió a Rodrigo Grande i Roberto Fontanarrosa
Festival Internacional de Cinema de Fort Lauderdale (Estats Units), 2010Premi del Público a la Millor Pel·lícula Estrangera.
Acadèmia de las Artes y Ciencias Cinematográficas de Argentina, Premis Sur 2010Premi al Millor Guió Adaptat.